# Fase final da Copa Sul-Americana de 2013
A fase final da Copa Sul-Americana de 2013 foi disputada entre 18 de setembro e 11 de dezembro, compreendendo as disputadas de oitavas de final, quartas de final, semifinais e final.
As equipes se enfrentaram em jogos eliminatórios de ida e volta, classificando-se a que somasse o maior número de pontos. Em caso de igualdade em pontos, a regra do gol marcado como visitante seria utilizada para o desempate. Persistindo o empate, a vaga seria definida em disputa por pênaltis.
Nas finais, caso ocorresse igualdade em pontos e no saldo de gols seria disputada uma prorrogação. Se ainda assim não houvesse definição, haveria disputa por pênaltis.

## Oitavas de final
| Chave | Equipe 1          | Total       | Equipe 2             | Ida | Volta |
| ----- | ----------------- | ----------- | -------------------- | --- | ----- |
| A     | São Paulo         | 5–4         | Universidad Católica | 1–1 | 4–3   |
| B     | LDU Loja          | 2–3         | River Plate          | 2–1 | 0–2   |
| C     | Ponte Preta       | 2–1         | Deportivo Pasto      | 2–0 | 0–1   |
| D     | Libertad          | 4–1         | Sport                | 2–0 | 2–1   |
| E     | Coritiba          | 1–3         | Águilas Doradas      | 0–1 | 1–2   |
| F     | La Equidad        | 2–4         | Vélez Sarsfield      | 1–2 | 1–2   |
| G     | Lanús             | 4–1         | Universidad de Chile | 4–0 | 0–1   |
| H     | Atlético Nacional | 1–1 (4–3 p) | Bahia                | 1–0 | 0–1   |

### Chave A
| 26 de setembro | São Paulo        | 1 – 1     | Universidad Católica | Estádio do Morumbi, São Paulo |
| 22:00 (UTC-3)  | Luís Fabiano 17' | Relatório | Castillo 40'         | Árbitro: URU Darío Ubriaco    |

| São Paulo | U. Católica |

| 23 de outubro | Universidad Católica                         | 3 – 4     | São Paulo                                       | Estádio San Carlos de Apoquindo, Santiago |
| 20:50 (UTC-3) | Sosa 16' · Cordero 22' · Mirosevic 70' (pen) | Relatório | Aloísio 18', 23' · Ademilson 64' · Welliton 85' | Árbitro: PAR Antonio Arias                |

| U. Católica | São Paulo |

### Chave B
| 19 de setembro | LDU Loja                       | 2 – 1     | River Plate  | Estádio Federativo Reina del Cisne, Loja |
| 19:15 (UTC-5)  | Larrea 32' · Uchuari 64' (pen) | Relatório | Ferreyra 58' | Árbitro: COL José Buitrago               |

| LDU Loja | River Plate |

| 26 de setembro | River Plate                 | 2 – 0     | LDU Loja | Estádio Monumental de Núñez, Buenos Aires |
| 19:30 (UTC-3)  | Gutiérrez 36' · Lanzini 70' | Relatório |          | Árbitro: PAR Julio Quintana               |

| River Plate | LDU Loja |

### Chave C
| 25 de setembro | Ponte Preta                       | 2 – 0     | Deportivo Pasto | Estádio Moisés Lucarelli, Campinas |
| 19:30 (UTC-3)  | Uendel 30' · Fellipe Bastos 90+7' | Relatório |                 | Árbitro: CHI Julio Bascuñán        |

| Ponte Preta | Dep. Pasto |

| 22 de outubro | Deportivo Pasto | 1 – 0     | Ponte Preta | Estádio Departamental Libertad, Pasto |
| 19:15 (UTC-5) | Mina 52'        | Relatório |             | Árbitro: VEN Marlon Escalante         |

| Dep. Pasto | Ponte Preta |

### Chave D
| 25 de setembro | Libertad               | 2 – 0     | Sport | Estádio Feliciano Cáceres, Luque |
| 20:50 (UTC-4)  | Gómez 9' · Benítez 38' | Relatório |       | Árbitro: ARG Saúl Laverni        |

| Libertad | Sport |

| 23 de outubro | Sport      | 1 – 2     | Libertad          | Arena Pernambuco, São Lourenço da Mata |
| 21:10 (UTC-3) | Ailson 46' | Relatório | González 41', 50' | Árbitro: URU Darío Ubriaco             |

| Sport | Libertad |

### Chave E
| 24 de setembro | Coritiba | 0 – 1     | Águilas Doradas | Estádio Couto Pereira, Curitiba |
| 21:00 (UTC-3)  |          | Relatório | Mena 46'        | Árbitro: BOL Óscar Maldonado    |

| Coritiba | Itagüí |

| 24 de outubro | Águilas Doradas   | 2 – 1     | Coritiba           | Estádio Polideportivo Sur, Envigado |
| 20:00 (UTC-5) | Quiñónes 63', 90' | Relatório | López 45+3' (g.c.) | Árbitro: ECU Carlos Vera            |

| Itagüí | Coritiba |

### Chave F
| 18 de setembro | La Equidad | 1 – 2     | Vélez Sarsfield                    | Estádio Metropolitano de Techo, Bogotá |
| 20:30 (UTC-5)  | Díaz 75'   | Relatório | Hinestroza 52' (g.c.) · Cabral 80' | Árbitro: URU Roberto Silvera           |

| La Equidad | Vélez |

| 2 de outubro  | Vélez Sarsfield         | 2 – 1     | La Equidad | Estádio José Amalfitani, Buenos Aires |
| 21:15 (UTC-3) | Pratto 70' · Zárate 85' | Relatório | Moreno 45' | Árbitro: CHI Patricio Polic           |

| Vélez | La Equidad |

### Chave G
| 18 de setembro | Lanús                                    | 4 – 0     | Universidad de Chile | Estádio La Fortaleza, Lanús  |
| 20:15 (UTC-3)  | Silva 23' · Melano 30', 31' · Acosta 67' | Relatório |                      | Árbitro: PAR Carlos Amarilla |

| Lanús | U. de Chile |

| 25 de setembro | Universidad de Chile | 1 – 0     | Lanús | Estádio Nacional, Santiago |
| 19:30 (UTC-3)  | Aránguiz 68'         | Relatório |       | Árbitro: BRA Héber Lopes   |

| U. de Chile | Lanús |

### Chave H
| 26 de setembro | Atlético Nacional | 1 – 0     | Bahia | Estádio Atanasio Girardot, Medellín |
| 20:00 (UTC-5)  | Diones 11' (g.c.) | Relatório |       | Árbitro: ECU Roddy Zambrano         |

| Atl. Nacional | Bahia |

| 24 de outubro | Bahia     | 1 – 0     | Atlético Nacional | Arena Fonte Nova, Salvador |
| 19:30 (UTC-3) | Hélder 5' | Relatório |                   | Árbitro: ARG Diego Abal    |

|                                              |       | Penalidades                           |  |
| Marquinhos Souza Talisca Fabrício Lusa Fahel | 3 – 4 | Medina Cárdenas Valencia Uribe Bernal |  |

| Bahia | Atl. Nacional |

## Quartas de final
| Chave | Equipe 1    | Total | Equipe 2          | Ida | Volta |
| ----- | ----------- | ----- | ----------------- | --- | ----- |
| S1    | São Paulo   | 3–2   | Atlético Nacional | 3–2 | 0–0   |
| S2    | Lanús       | 3–1   | River Plate       | 0–0 | 3–1   |
| S3    | Ponte Preta | 2–0   | Vélez Sarsfield   | 0–0 | 2–0   |
| S4    | Libertad    | 2–1   | Águilas Doradas   | 2–0 | 0–1   |

### Chave S1
| 30 de outubro | São Paulo                            | 3 – 2     | Atlético Nacional     | Estádio do Morumbi, São Paulo |
| 21:50 (UTC-2) | Jádson 13' · Antônio Carlos 71', 90' | Relatório | Uribe 39' · Duque 78' | Árbitro: PER Víctor Carrillo  |

| São Paulo | Atl. Nacional |

| 6 de novembro | Atlético Nacional | 0 – 0     | São Paulo | Estádio Atanasio Girardot, Medellín |
| 18:50 (UTC-5) |                   | Relatório |           | Árbitro: CHI Enrique Osses          |

| Atl. Nacional | São Paulo |

### Chave S2
| 29 de outubro | Lanús | 0 – 0     | River Plate | Estádio La Fortaleza, Lanús |
| 20:15 (UTC-3) |       | Relatório |             | Árbitro: ARG Silvio Trucco  |

| Lanús | River Plate |

| 6 de novembro | River Plate   | 1 – 3     | Lanús                               | Estádio Monumental de Núñez, Buenos Aires |
| 20:50 (UTC-3) | Gutiérrez 82' | Relatório | González 6' · Silva 31' · Ayala 71' | Árbitro: ARG Diego Abal                   |

| River Plate | Lanús |

### Chave S3
| 31 de outubro | Ponte Preta | 0 – 0     | Vélez Sarsfield | Estádio Moisés Lucarelli, Campinas |
| 20:15 (UTC-2) |             | Relatório |                 | Árbitro: URU Darío Ubriaco         |

| Ponte Preta | Vélez |

| 7 de novembro | Vélez Sarsfield | 0 – 2     | Ponte Preta                    | Estádio José Amalfitani, Buenos Aires |
| 19:45 (UTC-3) |                 | Relatório | Elias 48' · Fernando Bob 90+3' | Árbitro: COL Wilmar Roldán            |

| Vélez | Ponte Preta |

### Chave S4
| 31 de outubro | Libertad                  | 2 – 0     | Águilas Doradas | Estádio Dr. Nicolás Leoz, Assunção |
| 21:30 (UTC-3) | Molinas 38' · Recalde 43' | Relatório |                 | Árbitro: BRA Sandro Ricci          |

| Libertad | Itagüí |

| 7 de novembro | Águilas Doradas | 1 – 0     | Libertad | Estádio Polideportivo Sur, Envigado |
| 20:15 (UTC-5) | Bolívar 18'     | Relatório |          | Árbitro: URU Roberto Silvera        |

| Itagüí | Libertad |

## Semifinais
Como duas equipes do Brasil alcançaram essa fase, os confrontos predeterminados foram alterados para que essas equipes se enfrentassem nessa fase.
| Chave | Equipe 1  | Total | Equipe 2    | Ida | Volta |
| ----- | --------- | ----- | ----------- | --- | ----- |
| F1    | São Paulo | 2–4   | Ponte Preta | 1–3 | 1–1   |
| F2    | Libertad  | 2–4   | Lanús       | 1–2 | 1–2   |

### Chave F1
| 20 de novembro | São Paulo | 1 – 3     | Ponte Preta                                           | Estádio do Morumbi, São Paulo |
| 21:50 (UTC-2)  | Ganso 20' | Relatório | Antônio Carlos 44' (g.c.) · Leonardo 53' · Uendel 70' | Árbitro: ARG Diego Abal       |

| São Paulo | Ponte Preta |

| 27 de novembro | Ponte Preta  | 1 – 1     | São Paulo        | Estádio Vail Chaves, Mogi Mirim |
| 21:50 (UTC-2)  | Leonardo 42' | Relatório | Luís Fabiano 83' | Árbitro: ECU Carlos Vera        |

| Ponte Preta | São Paulo |

### Chave F2
| 21 de novembro | Libertad  | 1 – 2     | Lanús                       | Estádio Dr. Nicolás Leoz, Assunção |
| 21:15 (UTC-3)  | Gómez 80' | Relatório | Silva 54' · Goltz 62' (pen) | Árbitro: URU Darío Ubriaco         |

| Libertad | Lanús |

| 28 de novembro | Lanús                          | 2 – 1     | Libertad     | Estádio La Fortaleza, Lanús  |
| 21:15 (UTC-3)  | González 12' · Goltz 57' (pen) | Relatório | González 53' | Árbitro: PER Víctor Carrillo |

| Lanús | Libertad |

## Final
O campeão terá o direito de participar da Copa Libertadores da América de 2014, além de disputar a Recopa Sul-Americana e a Copa Suruga Bank do ano seguinte.
| 4 de dezembro | Ponte Preta        | 1 – 1     | Lanús     | Estádio do Pacaembu, São Paulo |
| 21:50 (UTC-2) | Fellipe Bastos 78' | Relatório | Goltz 57' | Árbitro: URU Roberto Silvera   |

| Ponte Preta | Lanús |

| 11 de dezembro | Lanús                    | 2 – 0     | Ponte Preta | Estádio La Fortaleza, Lanús |
| 20:50 (UTC-3)  | Ayala 24' · Blanco 45+2' | Relatório |             | Árbitro: CHI Enrique Osses  |

| Lanús | Ponte Preta |